# Селимир Радуловић
Селимир Радуловић (Цетиње, 27. децембар 1953) српски је песник, антологичар и тренутни управник Библиотеке Матице српске.

## Биографија

### Породица
Селимир Радуловић рођен је у породици Андрије Савовог Радуловића (1909—1974), чиновника у Зетској бановини, и Зорке Радуловић (рођене Вукадиновић, 1919—2007), као седмо од осморо деце (Смиљка, Слободан, Славко, Славка, Сенка, Стојка, Селимир, Станислава). У браку је са Оливером Радуловић, редовним професором на Филозофском факултету Универзитета у Новом Саду. Има четворицу синова: Андреј Радуловића (докторант на одсеку за библиотекарство на Филолошком факултету Универзитета у Београду), Станислав Радуловић (докторант на Правном факултету Универзитета у Новом Саду), Вук Радуловић (доктор правних наука) и Стефан Радуловић (докторант на Економском факултету Универзитета у Новом Саду).

### Школовање
Основну школу „Његош” и Гимназију „Ђорђе Лопичић” завршио је у Цетињу, а дипломирао на одсеку за југословенску књижевност на Филозофском факултету Универзитета у Новом Саду (1973—1978). Продужио је студије на Филолошком факултету Универзитета у Београду и положио све постдипломске испите, преостао му је писмени рад (1978—1979).

### Каријера
У време студија био је уредник Центра за уметност на новосадској Трибини младих (1976—1978). Касније је у Културном центру Новог Сада од 1984. уређивао књижевни програм. Потом је био саветник за издавачку делатност председника Покрајинског комитета за информисање у Извршном већу Војводине (1986—1990), па секретар Покрајинског фонда за културу (1990—1992). Био је и директор Културног центра Новог Сада (1990—1997), а потом је био помоћник покрајинског секретара за културу, образовање и науку (1997—2000). На тој дужности остао је до 2000, када је основао издавачку кућу „Orpheus” у којој је био власник и главни и одговорни уредник (2001—2012). Био је директор Стеријиног позорја (2012—2014) и тренутни је управник Библиoтеке Матице српске (од 2014).

#### Остале стручне активности и чланства
Био је председник Друштва књижевника Војводине (1997—2000) и истовремено члан Управе Удружења књижевника Србије. Председник је Управног одбора Српског народног позоришта (од 2018), потпредседник Удружења књижевника Србије (од 2015) и члан Управног одбора Матице српске (од 2017). Члан је Друштва новосадских књижевника (од 2018).

## О делу Селимира Радуловића
Песник ноктурна – тако је Радуловића назвао књижевни критичар Саша Радојчић. „Ноћ је повлашћено време ових песама, а тама њихово прирођено стање. Његова поезија је један од најузорнијих облика метафизичког лиризма у нашем савременом песништву. Реторички патос, сведени тематско-мотивски круг и благо нијансирање верујућег, чине ову ову поезију свечаном и отменом у изразу“. Слободан Жуњић сматра његово дело „песништвом највишег ранга, које пушта да у древној утакмици муза поезија поново мисли, а филозофија песнички обитава у стиху“.
| „ | Не знам ни једног српског пјесника који безмало у свакој својој пјесми распјевава Библију. Са мало „пјесничке слободе” може се рећи да је цјелокупно Радуловићево пјесништво систем прикривених „глоса” чији је позајмљени, а ненаписани уводни текст неки одломак, или нека књига, из Библије. Јер Библија је, не за боравимо, Библиотека. Свето писмо је подтекст и архитекст Радуловићевог пјесништва. Радуловић се, уз то, и својим дугим стихом, који понекад подсјећа на хексаметар, и у звучно-мелодијском погледу приближава библијском версету. Нијесам ни први ни једини који је уочио да се његово пјесништво приближава пастишу библијских књига. | ” |
| — Јован Делић, Светло из очеве колибе: зборник радова о поезији Селимира Радуловића, Нови Сад 2015, 9. | |   |

| „ | Поезија Селимира Радуловића поступно је у српској књижевности почела да означава једну од најстабилнијих поетичких позиција које сведоче о томе како се – и у овом времену великих атеистичких искушења и чак умножених потреба за богохуљењем – може доследно и посвећено певати у сенци Великог Кода и Свеобухватног Текста, оног који долази од самог Бога Творца, Сведржитеља и Спаситеља. По томе његова поезија твори један веома препознатљив и занимљив случај у српском песништву с краја XX века и почетка XXI века, случај над којим се вреди замислити и протумачити га онако како његов ауторски чин, укупне духовно-историјске околности и критичареве вештине допуштају. | ” |
| — Иван Негришорац, Светло из очеве колибе: зборник радова о поезији Селимира Радуловића, Нови Сад 2015, 149. | |   |

## Награде и признања
- Новембарска повеља Новог Сада, 1994.
- Награда „Искре културе”, 1995.
- Награда „Печат вароши сремскокарловачке”, за књигу поезије Где се Богу надах, 2007.
- Награда „Кочићево перо”, за књигу поезије Где се Богу надах, 2007.
- Награда Прољетног сајма у Бањалуци, 2008.
- Награда „Теодор Павловић”, за књигу песама Под кишом суза с Патмоса, 2012.
- Вукова награда, 2012.
- Награда „Миодраг Ђукић”, 2013.
- Плакета УКС са ликом Симе Матавуља, 2013.[3]
- Награда „Повеља Мораве”, 2016.
- Награда Друштва књижевника Војводине за књигу године, за књигу поезије Сенка осмог еона, 2017.
- Награда „Деспотица Ангелина Бранковић”, за књигу поезије Сенка осмог еона, 2017.[4]
- Награда „Кондир Косовке девојке”, за књигу песама Сенка осмог еона, 2017.
- Медаља Константина Филозофа, 2017.
- Награда Словенске уније из Чешке, 2017.
- Медаља културе за животно дело Културног центра Војводине „Милош Црњански”, 2017.
- Награда „Ђура Јакшић”, за књигу песама Сенка осмог еона, 2017.[5]
- Змајева награда, за књигу песама Дах мале молитве, 2017.
- Награда „Лаза Костић”, за књигу песама Дванаест 2018.
- Награда „Стеван Пешић”, за књигу песама Дванаест, 2019.[6]
- Златна медаља за заслуге, 2019.
- Орден Светог деспота Стефана Лазаревића, 2019.
- Награда „Милан Богдановић”, 2020.
- Повеља Удружења књижевника Србије, за животно дело, 2021.[7]
- Награда „Ђура Даничић”, 2021
- Награда „Филип Вишњић”, Вишњићево 2021.
- Награда „Теодор Павловић”, 2021.
- Награда „Душан Васиљев”, 2023.[8]
- Међународна награда „Златни витез”, за књигу Златни век српског песништва, Москва, 2023.[9]
- Награда „Марко Миљанов”, за књигу У царству ветрова арамејских, 2023.
- Награда „Меша Селимовић”, за књигу Запис на стубу, јерусалимском, 2023.[10]
- Награда „Јанко Шафарик”, 2024.[11]
- Награда „Мирослав Антић”, за књигу Запис на стубу, јерусалимском, 2024.[12]

## Дела

### Песничке књиге
- Последњи, Дани, Градска народна библиотека „Жарко Зрењанин”, Зрењанин 1986. COBISS.SR-ID - 179388679
- Сан о празнини, Књижевна заједница Новог Сада, Нови Сад 1993. COBISS.SR-ID - 51374855
- У сјенку улазим, оче, Време књиге, Београд 1995. COBISS.SR-ID - 100259847
- О тајни ризничара свих суза, Народна књига – Алфа, Београд 2005. COBISS.SR-ID - 125689868
- Снови светог путника, Прометеј, Нови Сад 2009. COBISS.SR-ID - 239986439
- Под кишом суза с Патмоса, Српска књижевна задруга, Београд 2012. COBISS.SR-ID - 191891468
- О пастиру и камену са седам очију, Прометеј, Нови Сад 2015. COBISS.SR-ID - 294098951
- Сенка осмог еона, Културни центар Новог Садa, Нови Сад 2016. COBISS.SR-ID - 305675527
- Дванаест, Завод за уџбенике, Београд 2018. COBISS.SR-ID - 266630924
- О дукату с ликом старца, Лагуна, Београд 2020. COBISS.SR-ID - 283544332
- У царству ветрова арамејских, Лагуна, Београд 2022. COBISS.SR-ID - 60323849

### Књиге изабраних песама
- По лицу ноћи, Просвета–Обод, Београд–Цетиње 1996. COBISS.SR-ID - 109721351
- Књига очева, Orpheus–Прометеј, Нови Сад 2004. COBISS.SR-ID - 195417863
- Где Богу се надах, Народна књига – Алфа, Београд 2006. COBISS.SR-ID - 132041484
- Извештај из земље живих, Књижевна задруга Српског народног вијећа – Orpheus, Нови Сад 2009. COBISS.SR-ID - 240938503
- Светло из очеве колибе, Граматик, Београд 2011. COBISS.SR-ID - 185100556

### Књиге изабраних и нових песама
- Са виса сунчаног, страшног, Рад, Београд 1999. COBISS.SR-ID - 147687175
- Као мирни и светли весник, Прометеј, Нови Сад 2008. COBISS.SR-ID - 230860039
- Песма с острва сирочади, Нолит, Београд 2010. COBISS.SR-ID - 177554188
- Дах мале молитве, Фондација Група север, Нови Сад 2017. COBISS.SR-ID - 317090311
- Исповест тумача царевог сна, Лагуна – Културни центар Војводине „Милош Црњански”, Београд–Нови Сад 2019. COBISS.SR-ID - 330604551
- Седам малих дрхтаја, Архив Војводине – Културно-образовни центар Шид, Нови Сад – Шид 2021. COBISS.SR-ID - 55420425

### Остало
У издању Српске књижевне задруге и Православне речи објављена су му Изабрана дела (I–V), 2014.
Аутор је пет антологија/хрестоматија, књиге књижевно-критичких текстова Повој и чланци (1987), књига огледа Светло из очеве колибе (2015), Гле! Јагње Божје! (2020), Оно мало соли (2020) и споменице о Светом Сави (2020), заједно с Епископом Новосадским и Бачким др Иринејом.
Поводом његовог песничког дела објављена су два зборника радова: Песник ноктурна (1995) и Светло из очеве колибе (2015).
О његовом делу објављене су две књиге – Слободан Жуњић, Лако језгро песништва и Саша Радојчић, За светлом из очеве колибе.
Издавачка кућа Чигоја објавила је, у колекцији Одговори, књигу разговора Милоша Јевтића са Селимиром Радуловићем Очево лице књиге (2017).
Књиге изабраних песама објављене су му на македонском (Светлина од очевата колиба), руском (Свет иных пространств), грчком (Φως απο την καλυβα του πατερα), немачком (Der Hauch des kleinen Gebets) и енглеском језику (The light from my father’s hut).